# Fernanda Hidalgo
Fernanda Constanza Hidalgo Rubilar (Santiago, Chile; 4 de mayo de 1998) es una futbolista chilena. Juega de centrocampista y su equipo actual es el Colo-Colo de la Primera División de Chile. Es internacional absoluta por la selección de Chile desde 2019.

## Selección nacional
Participó con la selección sub-20 en los Juegos Suramericanos de 2018. 
Hidalgo debutó por la selección de Chile el 28 de mayo de 2017 ante Perú por un encuentro amistoso.
El 1 de septiembre de 2019, jugó ante Brasil por un amistoso que fue empate 0:0, Chile ganó en los penales.

## Clubes
| Club      | País  | Año           |
| --------- | ----- | ------------- |
| Colo-Colo | Chile | 2017-presente |